# Дьорд Лукач
Дьорд Бернхард Лукач фон Шегедин (на унгарски: Georg Bernhard Lukács von Szegedin (или Георг Лукач) 13 април 1885 – 4 юни 1971) е унгарски марксистки философ, естетик, литературен историк и критик. Той е един от основателите на Западния марксизъм, интерпретативна традиция, която се отклонява от ортодоксалния марксистки идеологически възглед на СССР. Лукач развива теорията за реификацията и допринася за марксистката теория с развитието на теория на Карл Маркс за класовото съзнание. Той е един от философите на ленинизма и развива идеологически и организирано прагматичните революционни практики на Ленин във формалната философия на авангардната партийна революция.
Като литературен критик Лукач е особено влиятелен, защото развива теоретически реализма и романа като литературен жанр. През 1919 г. той е назначен за министър на културата на Унгария в краткотрайно управлявалото правителство на Унгарската съветска република (март-август 1919).
Лукач е описван като виден марксистки интелектуалец от сталинистката ера. Оценката на наследството му е трудна, защото Лукач е описван като подкрепящ сталинизма като въплъщение на марксисткото мислене и в същото време е радетел за завръщане към предсталинисткия марксизъм.
В спомен за срещата си с него Джордж Стайнър си спомня: „Това беше през 1957, една лоша година, и в Будапеща навсякъде се виждаха следите от куршумите. Години преди това Лукач бе писал: „Човекът на изкуството е отговорен до края на света за това, което е писал.“ Казах му, че това не може да го вярва наистина, а той ми отговори: „У Моцарт няма и една четвъртинка нота, която би могла да се използва за нечовешки или реакционни цели.“ Това беше повратният момент за мен.“

## Произведения
На български език
- Литературни портрети, Изд. Народна култура, 1988
- Хаос и форми, Изд. Наука и изкуство, 1989

На английски език
- History and Class Consciousness (1972). ISBN 0-262-62020-0.
- The Theory of the Novel (1974). ISBN 0-262-62027-8.
- Lenin: A Study in the Unity of His Thought (1998). ISBN 1-85984-174-0.
- A Defense of History and Class Consciousness (2000). ISBN 1-85984-747-1.